# Дайма Бельтран
Дайма Бельтран  (ісп. Daima Beltrán, 10 вересня 1972) — кубинська дзюдоїстка, олімпійська медалістка.

## Виступи на Олімпіадах
| Олімпіада   | Дисципліна             | Місце |
| ----------- | ---------------------- | ----- |
| Сідней 2000 | дзюдо, важка категорія | 2     |
| Афіни 2004  | дзюдо, важка категорія | 2     |